# Akseløya
Akseløya ist eine unbewohnte Insel im von Norwegen verwalteten Spitzbergen-Archipel.

## Geographie
Die langgestreckte Insel liegt an der Mündung des Van Mijenfjords in den Bellsund und versperrt diese gemeinsam mit der südlich vorgelagerten Insel Mariaholm fast vollständig. Nur nördlich von Akseløya und südlich von Mariaholm gibt es mit dem Akselsund und dem Mariasund schmale Durchfahrten. Der Insel sind die Schären Vernskjera westlich vorgelagert. Der dadurch geschützte Ankerplatz heißt Akselhamna. Die Nord- und die Südspitze Alseløyas sind nach norwegischen Wissenschaftlern Birkelandodden und Russeltvedtodden benannt. Die höchste Erhebung ist der Flinthaugen mit einer Höhe von etwa 60 Metern über dem Meeresspiegel. Als Navigationshilfe für den Schiffsverkehr durch den Akselsund steht an der Nordspitze der Insel das Akseløya-Licht (L 4304), ein Stahlgerüst mit einer Feuerhöhe von 15 m.
Akseløya besteht aus steil aufgerichteten Sedimentschichten aus dem Permo-Karbon, die zu Schichtrippen verwittert sind. Östlich angelagert sind Schichten aus der Trias, die in marine Terrassen aus dem Holozän übergehen.

## Geschichte
Die Insel trägt ihren Namen zur Erinnerung an den Schoner Aksel Thordsen, das Schiff der schwedischen Spitzbergen-Expedition des Jahres 1864 unter Leitung von Adolf Erik Nordenskiöld.
An der Südspitze Akseløyas baute Johan Hagerup (1846–1924) 1898 eine Trapperhütte, das Hageruphuset. Sie wurde in den Wintern 1898/99, 1900/01, 1904/05 und 1906/07 von norwegischen Pelztierjägern genutzt. Allein im Winter 1904/05 wurden hier 20 Eisbären, 42 blaue und 64 weiße Polarfüchse, 207 Bartrobben und 120 Rentiere getötet und 594 kg Eiderdaunen gesammelt. Die Hütte diente 1902/03 der von Kristian Birkeland organisierten Norwegischen Polarlicht-Expedition als Wohnhaus. Der Meteorologe Nils Russeltvedt (1875–1946) und der Elektrotechniker H. Hagerup nahmen hier zeitgleich mit drei weiteren Stationen in Nordnorwegen, Island und Nowaja Semlja Beobachtungen des Erdmagnetfelds vor. Für ihre Instrumente wurden zwei weitere kleine Hütten errichtet, dazu ein Vorratsschuppen. Heute sind von diesen Gebäuden nur noch Reste der Fundamente vorhanden. Auch vom Haupthaus standen nur noch Mauerreste, bis es 1993 restauriert wurde. Heute gilt es als die älteste erhaltene Jagdhütte Spitzbergens.